# Tesz (folyó)
A Tesz (mongolul Тэс [Tesz] vagy Тэсийн гол [Teszijn gol], oroszul Тес-Хем [Tesz-Hem]) folyó Északnyugat-Mongóliában, Hövszgöl-, Dzavhan- és Uvsz tartomány területén, valamint Oroszországban, Tuva déli részén. Az Uvsz-tavat tápláló legnagyobb folyó. 

## Földrajz
Hossza 757 km, vízgyűjtő területe 30 900 km² (régebbi forrás szerint 568 km, ill. 33 400 km²). Vízhozama az alsó folyásán 56 m³/s.
A mongóliai Hövszgöl tartományban, a Bulnaj-hegységben két folyó, az Udzsigyijn gol (Уджигийн гол)) és a Dzalagyijn gol (Дзалагийн гол) összefolyásával keletkezik 2593 m-es  tengerszint feletti magasságban. A száraz sztyepp-övben folyik jellemzően nyugat-északnyugat felé, medre 40–120 m széles. Középső folyásán a Szangilen-felföldről lefutó folyók vizeit gyűjti össze, lejjebb az Uvsz-tó-medencében – egy hosszabb szakaszon Tuva területén – száraz sztyeppén, bozótos vagy sós-szikes mezőkön halad. Itt veszi fel legnagyobb folyóját, az Erzint (139 km). Északkelet felől ömlik az Uvsz-tóba, előtte ágakra bomlik, partjain mocsaras területek, nádasok, szikesek találhatók. Torkolatvidéke természetvédelmi terület, az UNESCO Világörökségi listájának része, vízi- és költözőmadarak hatalmas csapatainak fészkelő- vagy pihenőhelye.